# Heribert von Köln

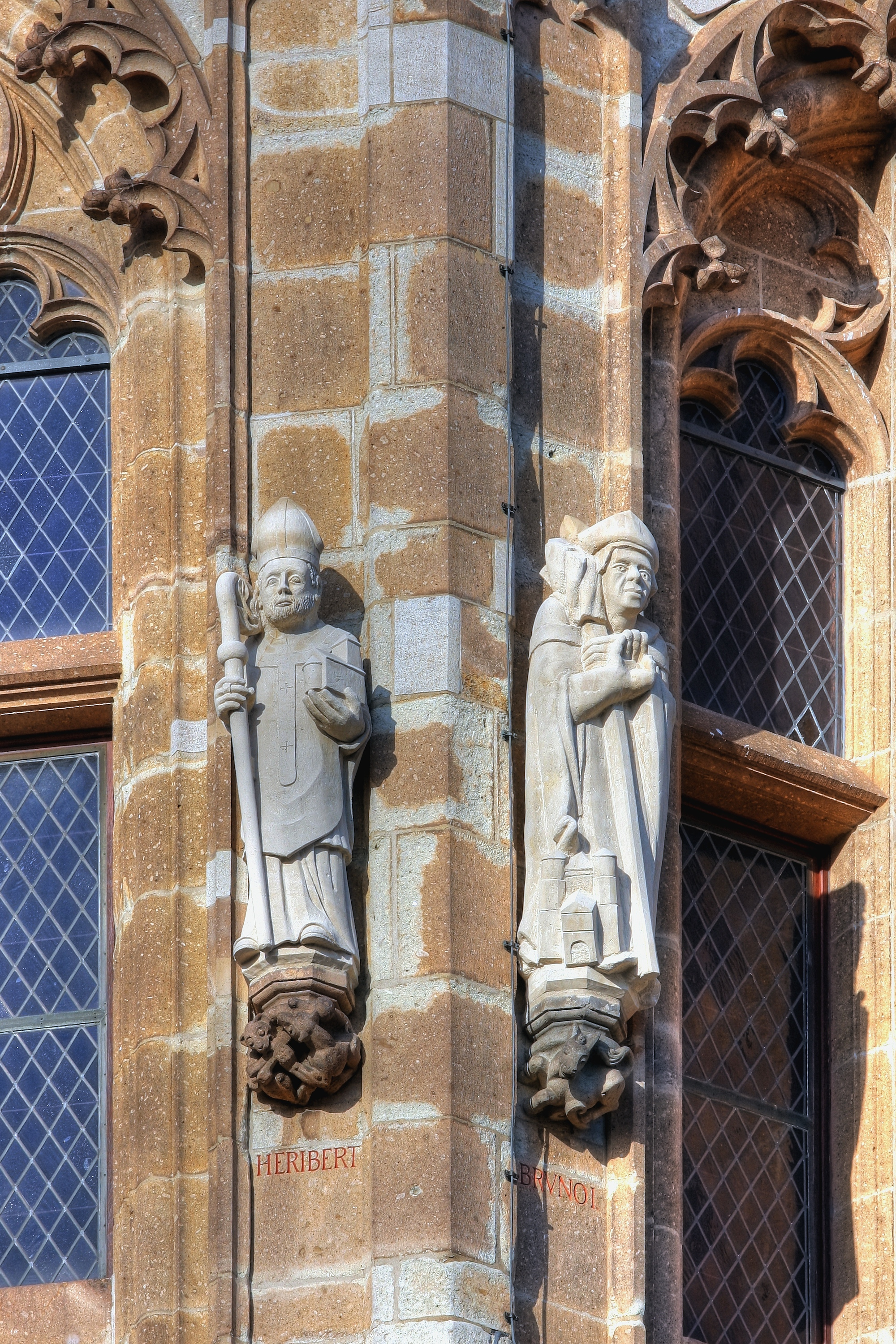
Statue des Heribert am Kölner Rathausturm. Rechts: Bruno I. (Foto: 2009)

Heribert (* um 970 in Worms; † 16. März 1021 in Köln) war von 999 bis 1021 Erzbischof des Erzbistums Köln.

## Herkunft
Verwandtschaftsbeziehungen zur weit verzweigten Familie der Konradiner wurden aufgrund der Besitzverhältnisse und gebräuchlichen Vornamen vermutet. Der Besitz seines Vaters Hugo, der vermutlich dem Grafenstand entstammte, lag hauptsächlich im Worms- und Einrichgau. Heriberts Halbbruder mütterlicherseits war Bischof Heinrich von Würzburg. Ein anderer Bruder war Graf Gezemann im Werngau. Die beiden Eichstätter Bischöfe Heribert (1022–1042) und Gezemann (1042) waren Söhne des Grafen Gezemann im Werngau und somit Heriberts Neffen.

## Leben und Wirken

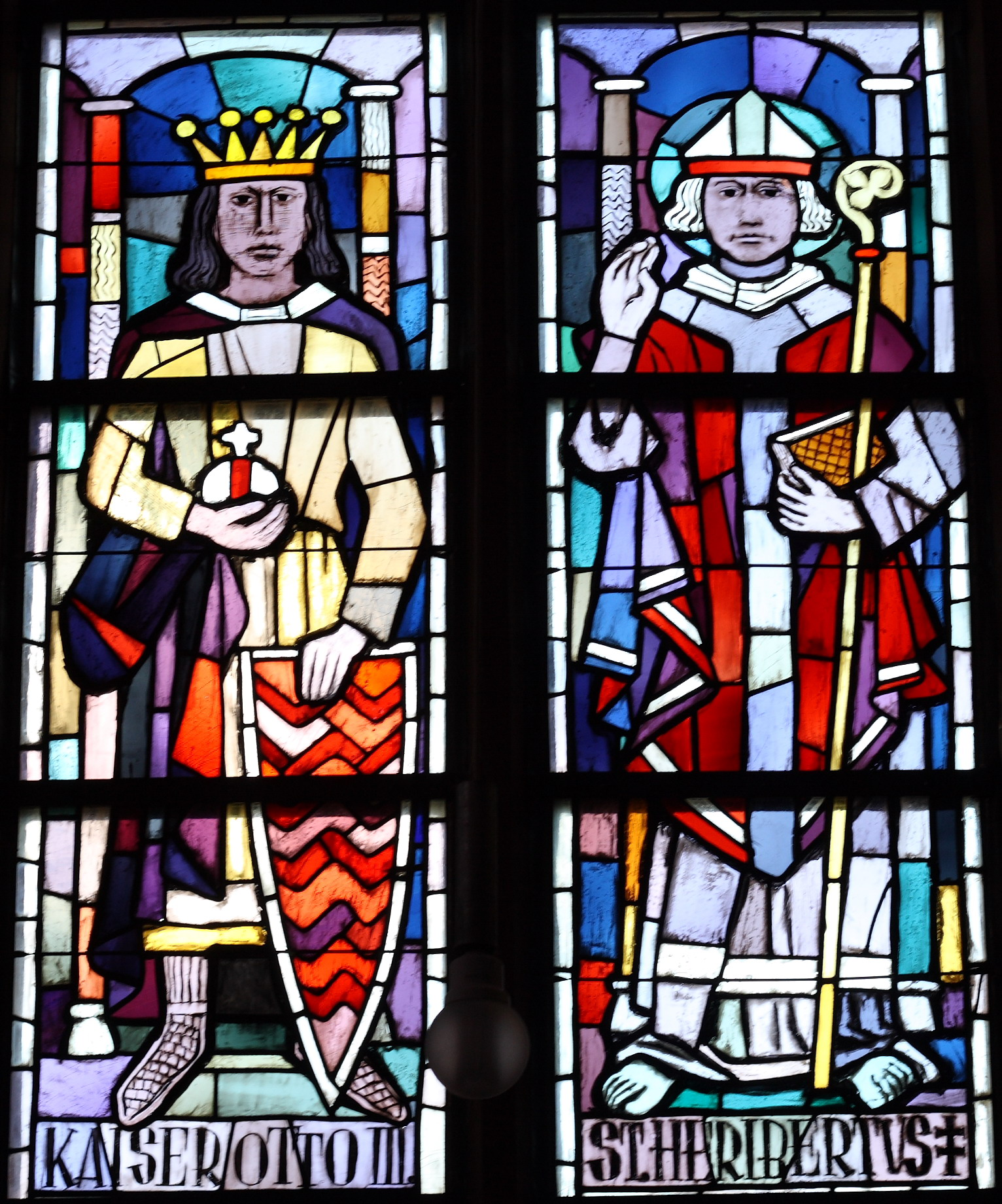
Fenster der Kirche St. Heribert in Kreuzau, Deutschland. Kaiser Otto III (links) und Hl. Heribert

Heriberts Erziehung begann in der Domschule zu Worms und wurde in der Abtei Gorze fortgesetzt. Nach seiner Ausbildung wurde er Dompropst in Worms. Brun von Kärnten, der spätere Papst Gregor V., besuchte etwa zur selben Zeit wie Heribert die Wormser Domschule.
Der Wormser Bischof und Reichserzkanzler für „Germanien“, Hildebold, führte Heribert am kaiserlichen Hofe ein. 994 erhob König Otto III. Heribert zum Kanzler von Reichsitalien. Damit übertrug ein späterer Kaiser dieses Amt erstmals einem Deutschen. Im Jahr 995 wurde er zum Priester geweiht. Drei Jahre später, nach Hildebolds Tod im Jahr 998, wurde Heribert von Kaiser Otto III. zum Kanzler von Germanien ernannt. Erstmals waren beide Ämter in einer Hand vereint. In dieser Position war Heribert einer der Hauptförderer des Konzepts der Renovatio imperii Romanorum (‚Erneuerung des römischen Reiches‘).
999 wurde er, auf dem zweiten Italienfeldzug weilend, vom Domkapitel zum Erzbischof von Köln gewählt. Die Wahl wurde sowohl vom Kaiser als auch vom Papst am 9. Juli 999 bestätigt. Er behielt auch als Erzbischof von Köln die beiden Kanzlerämter des ostfränkisch-deutschen Reiches. Seine Weihe erhielt er zu Weihnachten 999 im Alten Kölner Dom, vorher, so heißt es, sei er demütig und barfuß in Köln eingezogen.
Im Beisein des neuen Kölner Erzbischofs wurde das Karlsgrab in Aachen durch Kaiser Otto III. geöffnet. Er war auch dabei, als Kaiser Otto III. im Januar 1002 auf der Burg Paterno starb. Er überführte den Leichnam des Kaisers und die Reichsinsignien unter schweren Kämpfen nach Aachen. Die Heilige Lanze hatte er zu Händen des Pfalzgrafen Ezzo vorausgesandt.
In der Königswahl von 1002 unterstützte Heribert Herzog Hermann II. von Schwaben aus der Familie der Konradiner. Dieser konnte sich jedoch nicht durchsetzen, so dass Heinrich II. Nachfolger von Otto III. wurde. Auch nach der Wahl unterstützte Heribert die konradinische Familie mehrfach gegen Heinrich II. So 1003 auf der Synode von Dietenhofen, als er verhinderte, dass die deutschen Bischöfe auf Wunsch des Königs die Ehe zwischen Konrad von Kärnten und Mathilde von Schwaben für kanonisch ungültig erklärten. Auch der königlichen Aufforderung, sich dem militärischen Vorgehen gegen Otto von Hammerstein anzuschließen, widersetzte sich Heribert.
Nach der Beisetzung Ottos III. und der Wahl des Nachfolgers Heinrich II. legte er das Kanzleramt nieder. Zurück in Köln, gründete er, wie mit Otto III. vereinbart, die Abtei Deutz. 1004 begleitete er König Heinrich II. auf dessen Romzug, obwohl das Verhältnis der beiden von Zeitgenossen als kühl bezeichnet wurde. Die Stiftung des Bistums Bamberg durch Heinrich II. im Jahre 1007 wurde von Heribert ebenfalls gefördert.
Heribert starb am 16. März 1021 in Köln. Er wurde in der von ihm gegründeten Abtei in Deutz beigesetzt.

## Verehrung als Heiliger

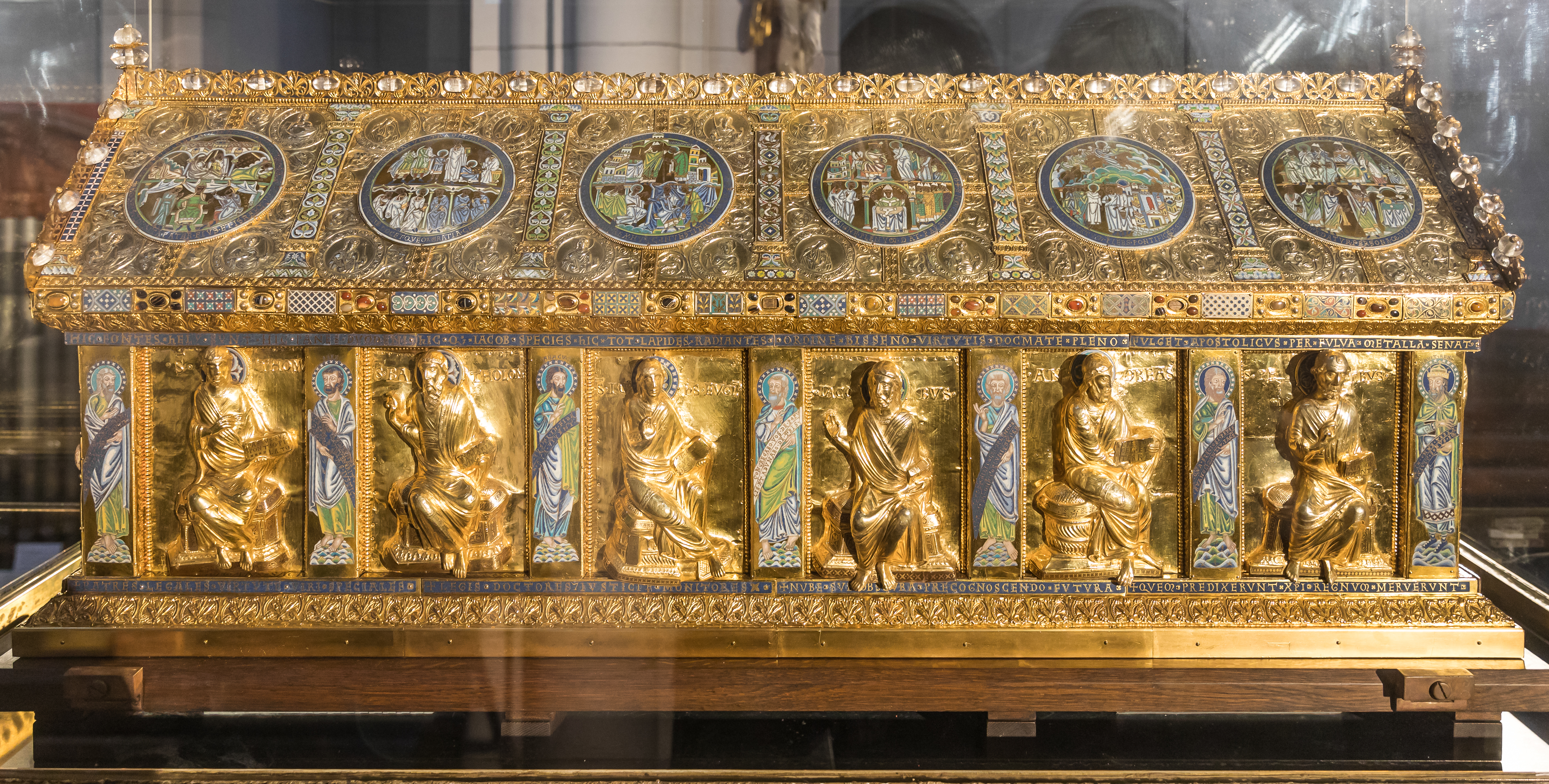
Heribertschrein, Petrusseite mit Dach

Bereits kurze Zeit nach Heriberts Tod 1021 setzte an seinem Grab in der Abtei Deutz eine Heiligenverehrung ein, die zunächst nur lokales Ausmaß hatte, aber bereits zwischen 1046 und 1060 literarischen Niederschlag im hagiographischen Werk Lantberts von Deutz fand, der neben einer Vita sancti Heriberti mit den Miracula sancti Heriberti auch eine umfangreiche Mirakelsammlung von Heribert zu Lebzeiten und nach seinem Tod bewirkter Wunder sowie weitere liturgische Texte und geistliche Lieder über Heribert verfasste.
Eine förmliche Heiligsprechung durch den Papst war zu dieser Zeit noch nicht üblich und ist im Falle Heriberts auch später nicht erfolgt; die undatierte Kanonisationsurkunde eines Papstes „Gregorius“ für Heribert ist eine Fälschung aus der Mitte des 12. Jahrhunderts. Sie steht im Zusammenhang mit einer Intensivierung der Deutzer Heribertsverehrung in den ersten Jahrzehnten des 12. Jahrhunderts, vor allem unter dem Abbatiat Ruperts von Deutz (1120–1129); Rupert verfasste ebenfalls eine Vita sancti Heriberti, die teils auf Lantberts Werk fußt.
Die am 30. August 1147 feierlich erhobenen Gebeine des Heiligen wurden in den um 1175 fertiggestellten kostbaren Heribertschrein gebettet, der sich seit Ende des 19. Jahrhunderts in der Kirche Neu St. Heribert in Köln-Deutz befindet.
Eine Gedenktafel für Heribert fand Aufnahme in die Walhalla bei Regensburg. Im Rahmen der Neukonzeption des Skulpturenprogramms des Kölner Rathausturms in den 1980er Jahren wurde er durch eine Figur von Friedrich Lindenthal im vierten Obergeschoss auf der Südseite des Turms geehrt.

## Gedenktag
- evangelisch: 16. März[3]
- römisch-katholisch: ursprünglich 16. März, seit 1971: 30. August (Tag der Elevation).[4]